# Nella giungla delle città
(Bertolt Brecht, Nella giungla delle città)
Nella giungla delle città (Im Dickicht der Städte) è un'opera teatrale composta da Bertolt Brecht tra il 1921 e il 1923. La sua prima pubblica rappresentazione ebbe luogo al Residenztheater di Monaco di Baviera nel 1923.

## Genesi
È questo il primo dramma brechtiano ambientato in America, per la precisione nella Chicago del 1912, scelta tutt'altro che casuale. Per la Germania del primo dopoguerra infatti, così come per gran parte dell'Europa, l'America rappresentava il futuro, essa era vista come fonte di nuove possibilità, di opportunità di lavoro, il suo valore simbolico faceva una fortissima presa sull'immaginario collettivo e Brecht ne approfittò.
Per quanto riguarda la scelta della città, e non solo, Brecht trasse invece ispirazione da un romanzo del danese Johannes Vilhelm Jensen Hjulet (La ruota) (1905), nel quale viene descritta la lotta metafisica tra due uomini dalla tendenza dominatrice.
La concezione che le due opere hanno di Chicago è però diversa ed espressa anche dai rispettivi titoli, Jensen la considera appunto "una ruota" in grado di mandare avanti l'economia in modo positivo mentre Brecht la considera "una giungla" nella quale l'uomo non può che smarrire la propria vera identità.
In quest'opera ogni residuo espressionista sembra essere sparito e Brecht nel suo testo riporta la realtà in modo preciso e lineare.

## Trama
I protagonisti di Im Dickicht sono due, George Garga e Shlink.
Garga è giunto dalla savana alla città in compagnia della propria famiglia e all'inizio dell'opera ci viene presentato come un semplice commesso di una biblioteca. È proprio in questa sede che l'intera vicenda avrà inizio.
Shlink si presenterà infatti nella suddetta biblioteca non per comprare, come ci aspetteremmo, un libro ma bensì le opinioni di Garga riguardo ad esso. Quest'ultimo però non ha la minima intenzione di mettere in vendita le proprie idee e Shlink capisce così di avere di fronte a sé un lottatore, un degno avversario per una sfida.
Da questo momento comincia tra i due una lotta spietata dalle ragioni totalmente ignote, sempre che ragioni ci fossero.
Entrambi i personaggi hanno personalità ambigue e difficilmente definibili, l'unica cosa che sembra essere evidente è la grande differenza tra i caratteri dei due.
Garga freddo, insensibile anche nei confronti della propria famiglia e con manie di potenza portate all'estremo.
Shlink mite, disposto alla sottomissione e capace di provare dei sentimenti umani come l'amore.
Per quanto per tutto il corso del dramma è lui ad apparire come vittima dello spietato Garga, egli è in realtà il vincitore morale della lotta.
Garga non aveva capito in che cosa quella lotta consistesse veramente, lui aveva sempre voluto la fine di Shlink, quest'ultimo invece non voleva che proseguire la lotta fine a sé stessa: "non del corpo si trattava, ma dello spirito".
Una lotta metafisica dunque, come quella dei protagonisti del romanzo di Jensen.
Entrambi i personaggi sono accomunati da una profonda solitudine interiore che li porta a lasciarsi coinvolgere totalmente dalla lotta divenendone dipendenti, in particolar modo Garga.
Brecht in questo dramma usa numerose citazioni di Rimbaud per mezzo delle quali critica la società contemporanea ed elogia il primitivismo e la vita selvaggia.

## Rappresentazioni
La prima rappresentazione, con il titolo Im Dickicht (Nella giungla), è stata il 9 maggio 1923 al Residenztheater di Monaco di Baviera, per la regia di Erich Engel, le scene di Caspar Neher, con Otto Wernicke (Shlink), Erwin Faber (George Garga), Maria Koppenhöfer (Marie).
La versione definitiva Im Dickicht der Städte è stata presentata il 10 dicembre 1927 all'Hessisches Landestheater di Darmstadt.
La prima italiana di Nella giungla delle città è andato in scena il 20 febbraio 1968 al Teatro Valle di Roma, prodotto dal Teatro Stabile di Roma, per la regia di Antonio Calenda; con Ferruccio De Ceresa (Shlink), Gigi Proietti (George), Anna Maestri, Ileana Ghione, Paila Pavese, Enrico Ostermann, Roberto Antonelli, Mino Bellei.

## Edizioni
- Bertolt Brecht, Nella giungla delle città, nota introduttiva di Emilio Castellani, traduzione di Paolo Chiarini, Torino, Einaudi, Collezione di teatro n. 252, 1982, VII-73 p., ISBN 978-8806537777